# .sy
.sy là tên miền quốc gia cấp cao nhất (ccTLD) của Syria.
Các tên miền cấp 2 dự trữ gồm có:
.edu.sy,.gov.sy,.net.sy,.mil.sy,.com.sy,.org.sy